# Józef Andersz
Józef Andersz (ur. 2 lipca 1885 w Łodzi, zm. 11 grudnia 1907 w Warszawie) – działacz Organizacji Bojowej Polskiej Partii Socjalistycznej, uczestnik rewolucji 1905 r.

## Życiorys
W czasie rewolucji 1905 r. wstąpił do Organizacji Bojowej Polskiej Partii Socjalistycznej. 
7 sierpnia 1907 r. dokonał wraz z kilkoma bojowcami z Organizacji Bojowej Polskiej Partii Socjalistycznej - Frakcji Rewolucyjnej napadu na dozorców miejskiego aresztu w celu zdobycia broni.
W tym samym dniu wziął także udział w zamachu na ulicy Milszej (obecnie ul. Mikołaja Kopernika) w Łodzi, na żandarmów, połączonym z odbiciem więźniów. W czasie tej akcji został aresztowany a następnie został przewieziony do Warszawy. Został osadzony w X Pawilonie Cytadeli Warszawskiej. Wojskowy Sąd Okręgowy skazał w dniu 8 grudnia 1907 r. Józefa Andersza na karę śmierci, która została wykonana 11 grudnia na stokach Cytadeli.
W 1938 r. został pośmiertnie odznaczony Krzyżem Niepodległości z Mieczami.